# تادریک هال
تادریک هال (انگلیسی: Todrick Hall؛ زادهٔ ۴ آوریل ۱۹۸۵) یوتیوبر، خواننده، طراح رقص، بازیگر، تهیه‌کننده تلویزیونی، کارگردان، ترانه‌سرا، و خواننده-ترانه‌سرا اهل ایالات متحده آمریکا است. وی از سال ۲۰۰۸ میلادی تاکنون مشغول فعالیت بوده‌است.
از فیلم‌ها یا برنامه‌های تلویزیونی که وی در آن نقش داشته‌است می‌توان به دوشیزه آمریکایی اشاره کرد.